# Nuits-Saint-Georges
Nuits-Saint-Georges é uma comuna francesa na região administrativa da Borgonha-Franco-Condado, no departamento de Côte-d'Or. Estende-se por uma área de 20,47 km². Em 2010 a comuna tinha 5 512 habitantes (densidade: 269,3 hab./km²).